# Huis van Delft
Het Huis van Delft is een multifunctioneel gebouw in de Zuid-Hollandse stad Delft. Het bevindt zich in het centrum van de stad, vlak naast Station Delft. De bouw ging van start in 2019, op een braakliggend terrein binnen het spoorzoneproject. 

## Achtergrond
Door de sloop van het oude spoorviaduct en de aanleg van de nieuwe spoortunnel rond 2010 kwamen er in de spoorzone van Delft verschillende percelen beschikbaar voor stadsvernieuwing.

### Concept en financiering
Bij drie Delftenaren ontstond begin 2013 het idee om op een van die locaties een "dorp" te laten verrijzen in de stijl van de KLM-huisjes in Delfts blauw, waarvan acht zijn gemodelleerd naar panden die in Delft bestaan of bestaan hebben. Behalve de huizen zelf bevatten de ideeën voor het "dorp" ook een centraal ontmoetingsplein met winkels en bedrijven die een link hebben met de KLM-huisjes. Voor de financiering van het project werd aangeklopt bij de lokale miljardair Chris Oomen, die in het project een kans zag om maatschappelijk iets voor zijn stad te kunnen betekenen.
In het voorjaar van 2016 tekende Oomen als geldschieter een overeenkomst met de gemeente, waarmee de bouw van Delft Village, zoals het project ging heten, verzekerd werd. Het zou een "dorp" worden met huizen met blauw-witte gevels op een terrein ten noorden van het NS station, aan de rand van de binnenstad. Het gebouw zou volgens de plannen in 2019 feestelijk geopend worden, ter ere van de viering van 100 jaar KLM. De voormalige rijksbouwmeester Frits van Dongen van architectenbureau Van Dongen - Koschuch kreeg van Oomen in exclusiviteit de opdracht om het concept verder uit te werken.

### Ontwerp

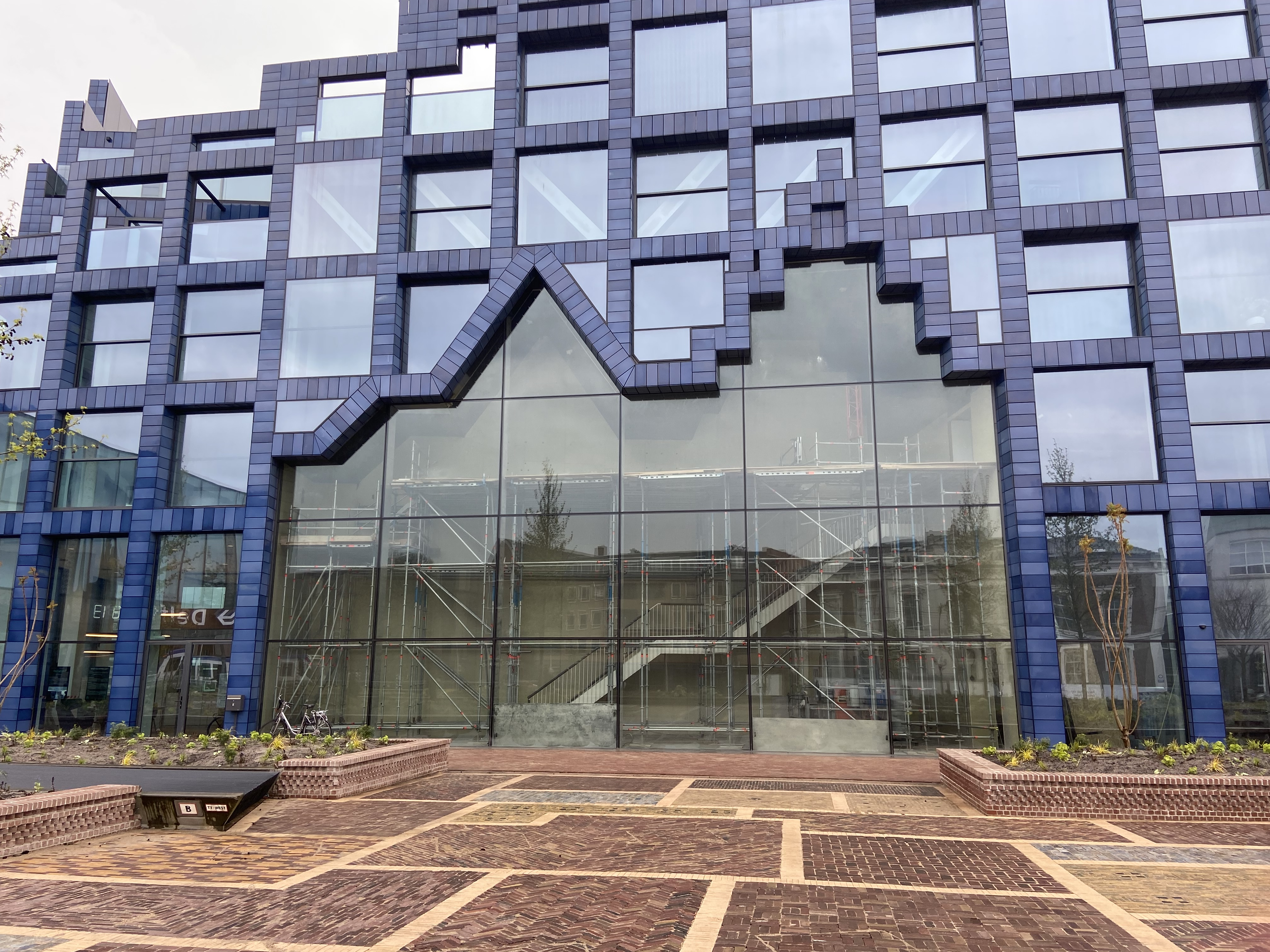
Drieluik 1: contouren woonhuis Antoni van Leeuwenhoek en Anatomisch theater Reinier de Graaf.

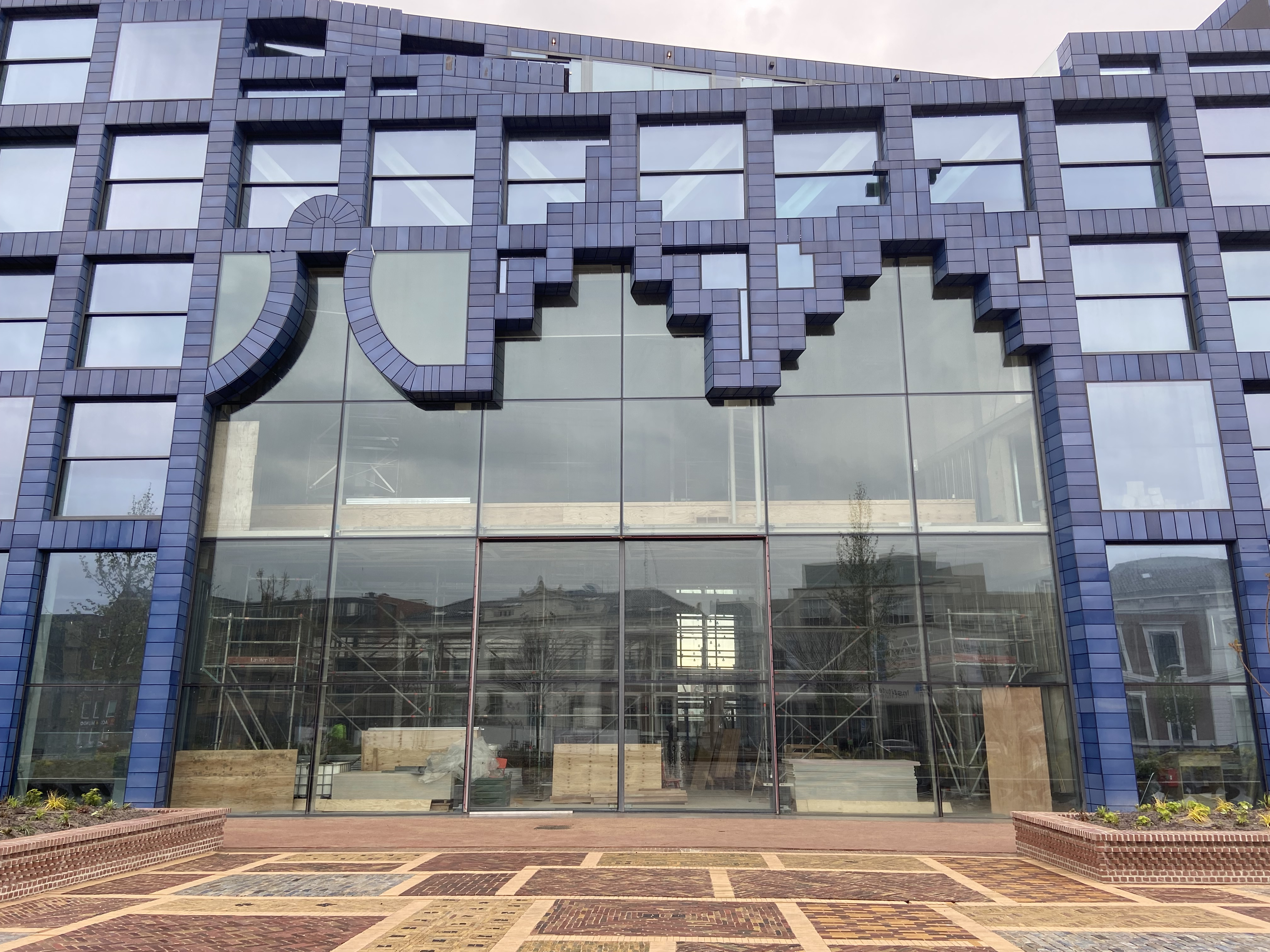
Drieluik 2: contouren In den beslagen Bijbel, straatje van Vermeer en winkel Porceleyne Fles.

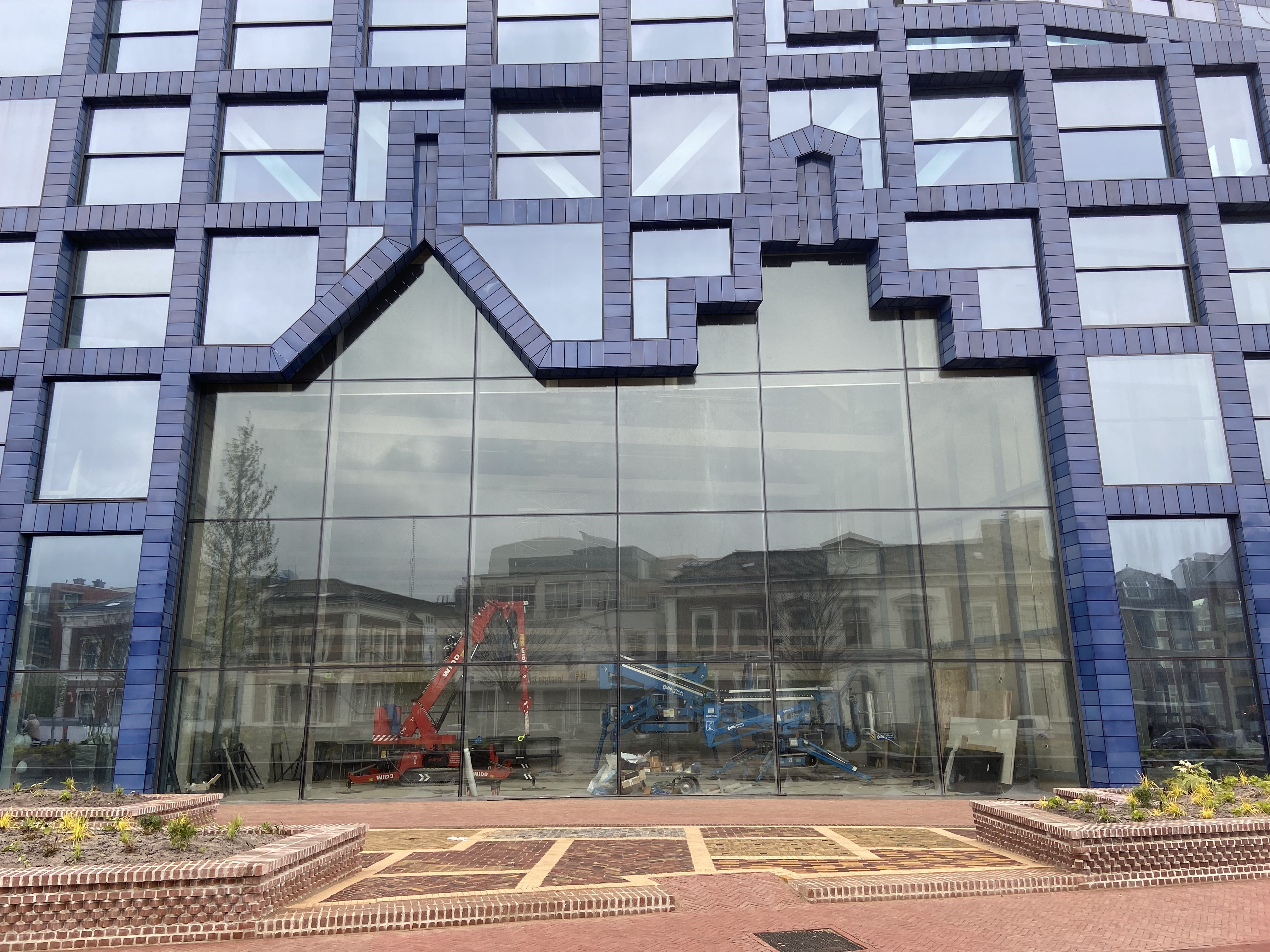
Drieluik 3: contouren Prinsenhof en het Koningsveld.

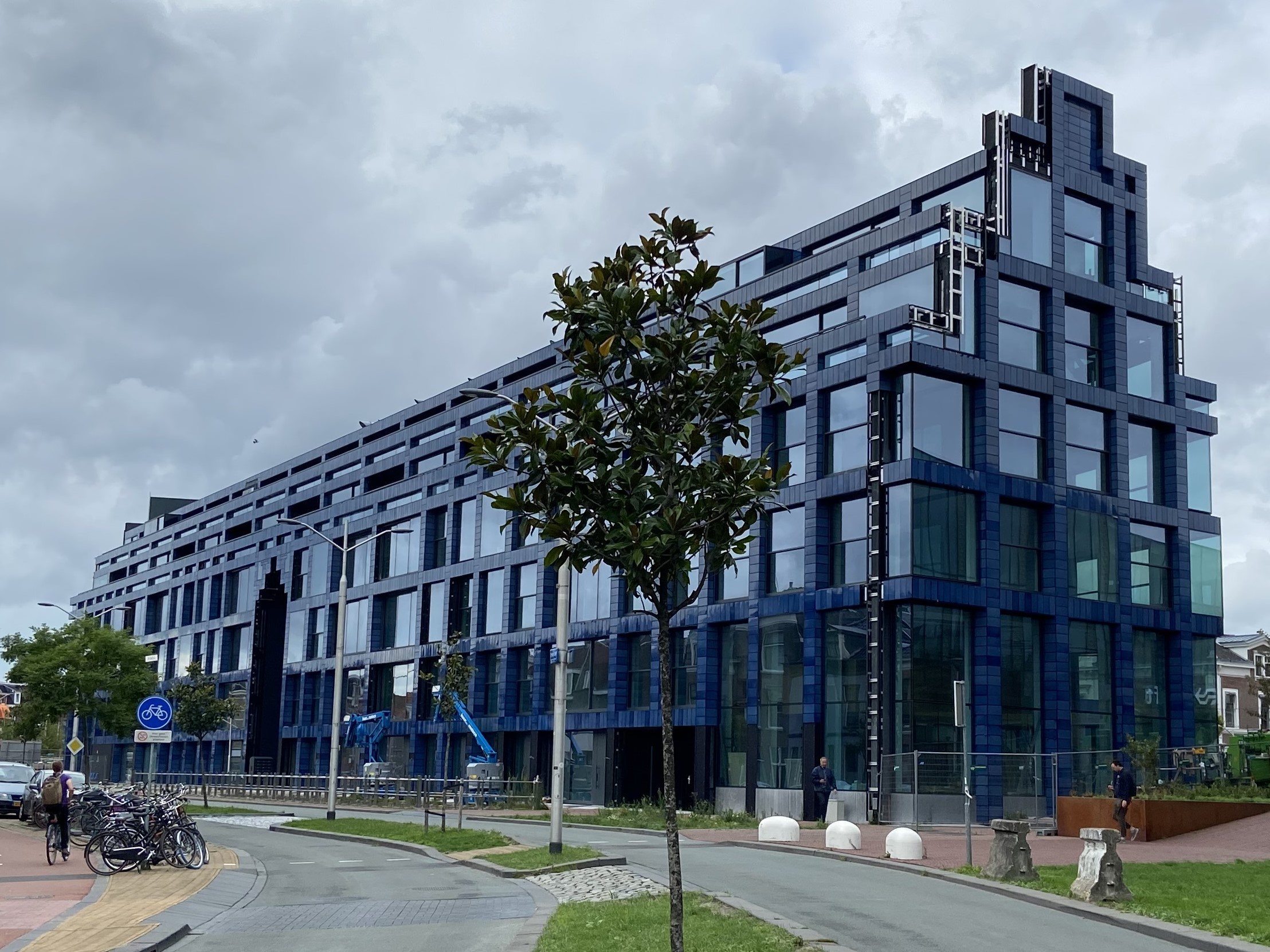
Achterzijde aan de Coenderstraat.

Het ontwerp House of Delft, dat in 2017 door Van Dongen werd gepresenteerd, week sterk af van het oorspronkelijke idee en had niets meer met KLM-huisjes te maken. Het ontwerp leidde tot gemengde reacties. De redactie van tijdschrift De Architect had uiteenlopende meningen van kitsch tot mooi. Vertegenwoordigers van de Delftse historische vereniging Delfia Batavorum waren erg enthousiast. Jan Peter de Wit van de lokale partij Onafhankelijk Delft vond het moderne gebouw niet passen naast de historische binnenstad. Het NRC beschouwde het als een imitatie van de stadsontwikkeling in het centrum van Zaandam. Op 18 maart 2018 werd de koop- en realisatieovereenkomst getekend.
Nadat Van Dongen en Koschuch in 2019 elk hun eigen architectenbureau oprichtten, werd het ontwerp voor het House of Delft door Koschuch Architects voltooid. Het uiteindelijke ontwerp bestaat uit twee delen. Op de begane grond bevinden zich publieke ruimtes en op de verdiepingen bevinden zich ruim vijftig particuliere appartementen die niet vrij toegankelijk zijn. De publieke ruimtes werden bestemd voor onder meer de toeristische dienst, voor exposities van Delftse technische ondernemingen en kennisinstituten, en voor een restaurant. Ook werd er een ruimte ingericht als auditorium. In de toegangshal kwam een kunstwerk, gemaakt door Job Smeets en geïnspireerd op verschillende kenmerken van de stad Delft. Onder het gebouw is plek ingeruimd voor een parkeergarage voor ruim 40 auto's.
Van bovenaf gezien is het bouwwerk ontworpen als een extrusieprofiel, als ware het vanaf de kopse kant geëxtrudeerd, waarna er aan de zijkant een hoek van is afgesneden. Het ontwerp heeft aan de kopse kant drie metershoge entrees, waarvan de contouren losjes refereren aan historische panden uit de Delftse geschiedenis. Ze stellen achtereenvolgens het Oostindisch Huis voor, als verwijzing naar Jan Joosten van Lodensteyn, het geboortehuis van rechtsgeleerde Hugo de Groot en het woonhuis van zeevaarder Piet Hein.
De zeven glazen zijgevels aan de centrumkant vormden een drieluik. Links bevinden zich twee gevelprofielen van pioniers op wetenschappelijk gebied; het woonhuis van Antoni van Leeuwenhoek en het Anatomisch theater waar onder andere arts Reinier de Graaf zijn experimenten deed. De middelste drie gevels zijn verwijzingen naar de kunstnijverheid. Het betreffen de gevelprofielen van het pand In den beslagen Bijbel waar in 1477 de eerste Bijbel van Nederland werd gedrukt, het huis op het schilderij Het straatje van Johannes Vermeer, en de eerste winkel van De Porceleyne Fles op de Markt. Rechts bevinden zich het Prinsenhof waar Willem van Oranje werd vermoord, en het Koningsveld waar Delft in 1246 haar akte van stadsrecht ondertekend kreeg.

## Bouw
De bouw ging van start op 31 oktober 2019. Chris Oomen sloeg symbolisch de eerste paal samen met burgemeester Marja van Bijsterveldt en Tim van der Hagen, Rector magnificus van de TU Delft. De verwachting op dat moment was dat het gebouw eind 2021 voltooid zou zijn. De bouw kreeg te maken met meerdere tegenslagen, waardoor het project met enkele jaren uitliep. De belangrijkste oorzaken waren de coronacrisis, waardoor enkele essentiële bouwmaterialen lange tijd niet beschikbaar waren, gingen verschillende partijen die betrokken waren bij de bouw failliet en werden de geveltegels vervangen door betere exemplaren.
De volledige bouw werd uitgevoerd door de VOF Bouwcombinatie Huis van Delft, bestaande uit Ter Steege Bouw Vastgoed Apeldoorn bv en Dura Vermeer Bouw Zuid West bv. Onderaannemer Accompli Afbouw Projecten BV plaatste het Gyproc wandsysteem. Op het plein voor het Huis van Delft werd in de winter van 2024 de Tuin van Delft aangelegd, een stadsplein met veel groen, naar een ontwerp van BOOM Landscape. Voor de bouw begon verrezen na een burgerinitiatief op het braakliggende terrein in 2018 tienduizenden tulpen.

### Geveltegels
In het ontwerp zou de buitengevel betegeld worden met speciaal voor het Huis van Delft ontwikkelde keramische tegels van Koninklijke Tichelaar in Makkum, die negen verschillende schakeringen blauw zouden hebben. Om kosten te besparen koos de bouwer aanvankelijk voor een ander type tegel, die aanzienlijk donkerder uitviel dan het oorspronkelijke blauwe ontwerp. Daarnaast trokken de tegels veel vuil aan. De tegels werden na overleg verwijderd en vervangen door de blauwe exemplaren van het oorspronkelijke plan, die door Koninklijke Tichelaar Makkum werden geleverd. De vlakke buitengeveltegels werden voorzien van een azuurblauw glazuur met een speciaal ontwikkelde metalige glans.